# 查尔斯敦 (尼维斯岛)

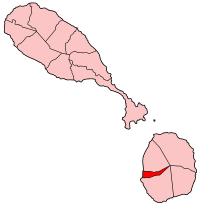
圣基茨和尼维斯各教区，红色部分是查尔斯敦所在的圣保罗查尔斯敦教区

查尔斯敦（英語：Charlestown）是加勒比海岛国圣基茨和尼维斯的组成部分之一尼维斯岛的首府。它位于尼维斯岛背风一面，靠近平尼海滩的南端。
查尔斯敦港原名为巴斯湾，提及到巴斯河。该河流以有疗效的水而著名。
从殖民时期的历史上，查尔斯敦镇被查尔斯堡南部和黑岩堡北部保护。随着时间的过去，很多两个与往事有关的石质建筑物都被地震严重地摧毁，那些上面坍塌的叙述往往会到下面描述。
查尔斯敦是亚历山大·汉密尔顿的出生地和童年住所。
这里有许多重要建筑物位于该镇，有些是历史上的有些是现在的，比如邮局。
查尔斯敦的人口有1,500人。为尼维斯岛的主要行政和商业中心，也是岛上最集中居住的地区。这是尼维斯岛上多数交通的中心。无论如何，查尔斯敦缺少一座商用机场。
纪念碑广场作为死于一战和二战期间的全尼维斯军人的纪念。
尼维斯的教育体系类似于英国的教育体系。